# Havskajak

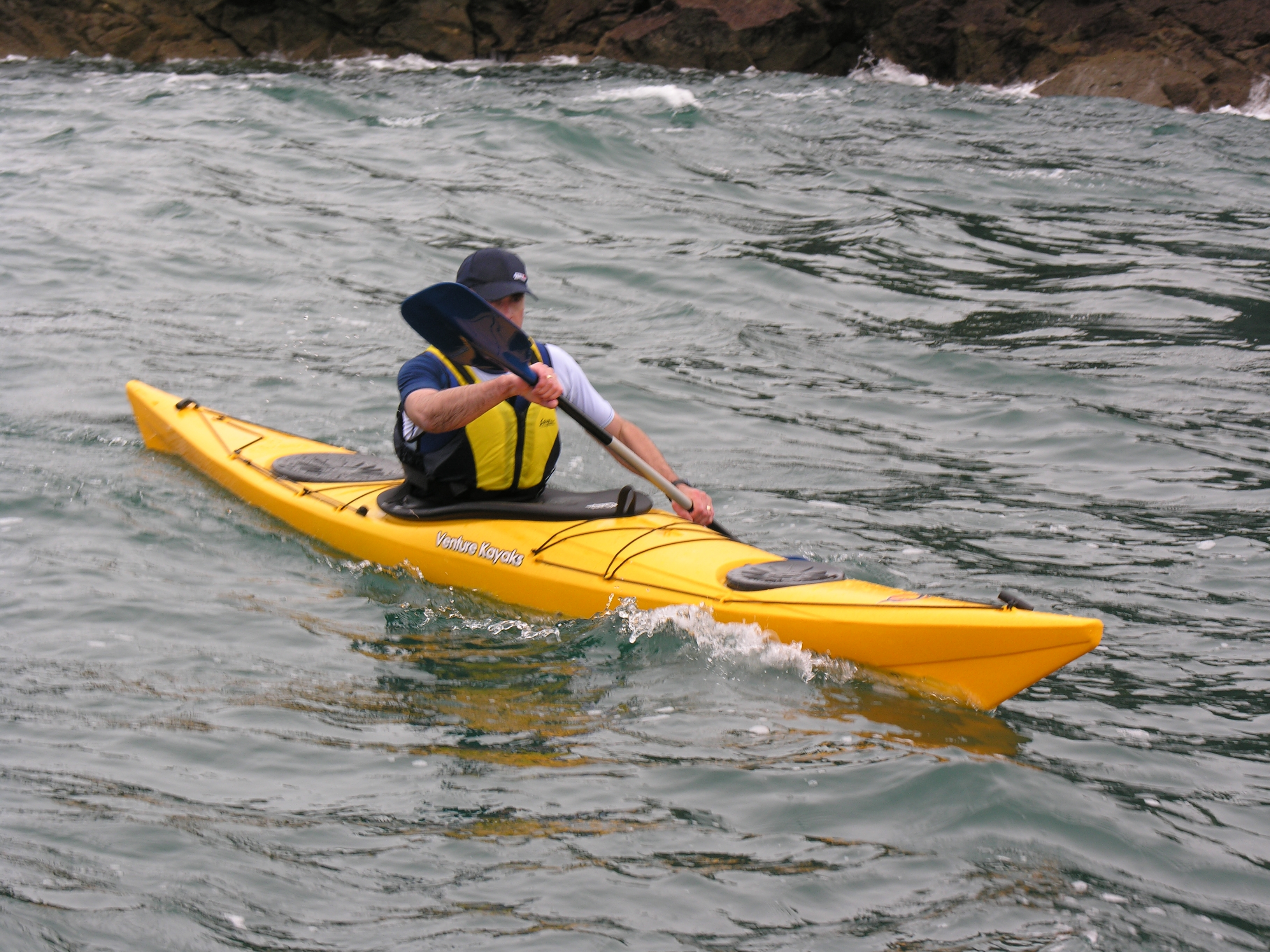
En modern havskajak.

Havskajak  är som namnet antyder en kajak avsedd för öppna vatten. Den är konstruerad för att klara sjögång och kan bära nyttolast i form av campingutrustning, proviant mm. 
Begreppet havskajak (från engelska ”sea kayak”) är internationellt oproblematiskt, men har i Sverige kommit att användas främst om de brittiska kajaker som byggts efter grönländska förlagor, och som introducerades under 1970-talet. Detta som en marknadsföringsmässig markering mot de långfärdskanoter som fanns sedan tidigare och som kom att kallas skärgårdskanoter. 
I praktiken fungerar båda typerna utmärkt på öppna vatten och skillnaderna handlar om designen av kajakens däck men även skrovets form. Skrovet har en form som ger lägre fart men möjlighet att svänga genom att luta kajaken vilket är användbart i hög sjö. En ironisk poäng är att de nya ”havskajakerna” snabbt blev populära i skärgårdsområdena, medan ”skärgårdskanoterna” fortsatte att dominera vid de oskyddade kusterna runt Sverige.
På 1970-talet så kunde havskajaken kännetecknas av uppsvängda stävar, vattentäta skott och lastluckor, liten sittbrunnsöppning och att den saknar roder (däremot ofta en justerbar skädda), medan skärgårdskanoten har rakare relingslinje, stort sittbrunnshål, inga skott och luckor men ofta roder.
Efterhand har gränserna blivit mindre tydliga och de flesta moderna kajaker är hybrider där tillverkaren försöker kombinera fördelar från båda typerna. En modern havskajak, även nu kallad långfärdskajak, har vattentäta skott och lastluckor, och kan ofta utrustas med roder eller justerbar skädda. 
En variant av havskajaken är faltkajaken, en hopfällbar kajak konstruerad av en trä-, kolfiber- eller aluminiumstomme som spänner ut ett skinn av till exempel bomullsduk, nylon eller PVC. 

En ny variant är surfski, en öppen kajak för snabb paddling i oskyddade vatten.